# Cecil Harmsworth, 1. Baron Harmsworth

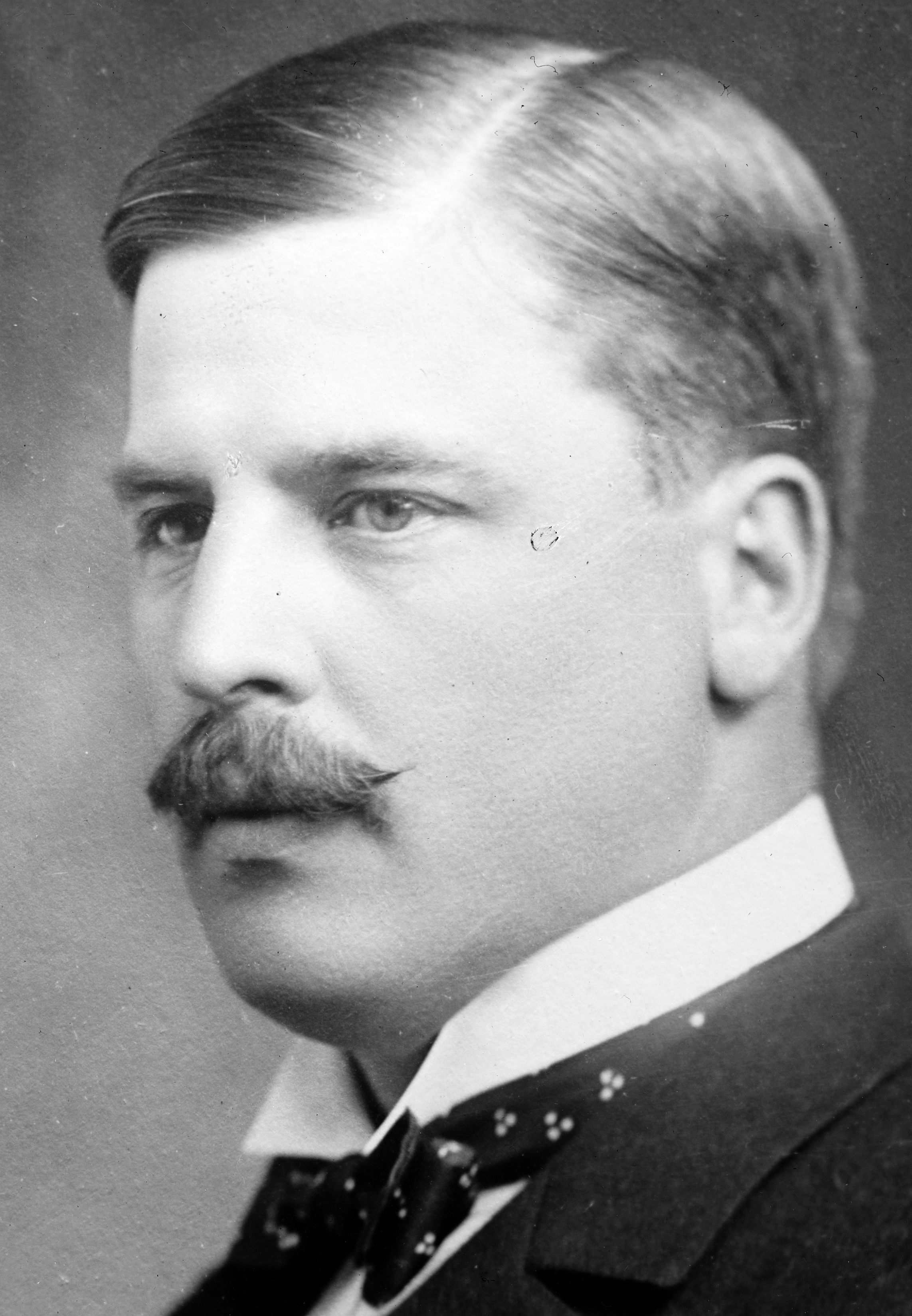
Cecil Harmsworth, 1. Baron Harmsworth

Cecil Bisshop Harmsworth, 1. Baron Harmsworth (* 28. September 1869 in 6 Alexandra Terrace, St. John’s Wood, London; † 13. August 1948 in 13 Hyde Park Gardens, Paddington, London) war ein britischer Politiker der Liberal Party, der von 1906 bis 1910 sowie erneut von 1911 bis 1922 Abgeordneter des House of Commons war. 1939 wurde er als erblicher Baron Harmsworth Mitglied des House of Lords.

## Leben

### Familiäre Herkunft, Studium und erfolglose Unterhauskandidaturen

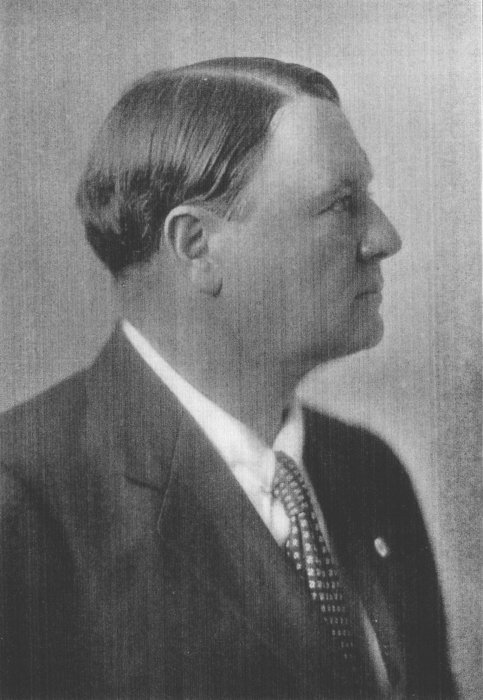
Sein ältester Bruder war der Journalist und Verleger Alfred Harmsworth, 1. Viscount Northcliffe.

Cecil Bisshop Harmsworth war dritter Sohn und viertes Kind in der Familie von elf überlebenden Kindern (acht Söhne und drei Töchter) des Rechtsanwalts Alfred Harmsworth (1837–1889) und dessen Ehefrau Geraldine Mary Maffett (1838–1925). Zu seinen Geschwistern gehörten der Journalist und Verleger Alfred Charles William Harmsworth (1865–1922), der 1905 zunächst zum Baron Northcliffe sowie 1918 zum Viscount Northcliffe erhoben wurde. Seine ältere Schwester Geraldine Adelaide Hamilton Harmsworth (1866–1945) war die Ehefrau des Kolonialadministrators und Professors für orientalische Sprachen Sir Lucas White King. Sein zweitältester Bruder war der Zeitungsmagnat Harold Sidney Harmsworth (1868–1940), der 1919 zum Viscount Rothermere erhoben wurde. Sein jüngerer Bruder Sir Leicester Harmsworth (1870–1937) war zwischen 1900 und 1922 Abgeordneter des Unterhauses und wurde 1918 zum Baronet erhoben. Sein jüngerer Bruder, der Zeitungsverleger Sir Hildebrand Harmsworth (1872–1929), kandidierte zwei Mal erfolglos für ein Mandat im Unterhaus und wurde 1922 ebenfalls zum Baronet erhoben. Seine jüngere Schwester Violet Grace Harmsworth (1873–1961) heiratete Wilfrid Hubert Wild, der als Oberstleutnant bei den Northumberland Fusiliers diente, während seine jüngere Schwester Christabel Rose Harmsworth (1880–1967) die Ehefrau von Oberstleutnant Percy Collingwood Burton war. Sein jüngerer Bruder Vyvyan George Harmsworth (1881–1957) diente im Ersten Weltkrieg als Hauptmann im Royal Army Service Corps.
Harmsworths frühes Leben war von vornehmer Armut geprägt, insbesondere wegen des Alkoholkonsums seines Vaters. Er erinnerte sich, dass er an seiner Schule, der St Marylebone Grammar School, öffentlich gedemütigt wurde, weil seine Gebühren im Rückstand waren. Dank der Großzügigkeit eines Freundes der Familie konnte er 1887 ein Studium am Trinity College Dublin (TCD) beginnen. Er studierte Christliche Theologie und schloss sein Studium 1891 ab, gab jedoch seine Pläne auf, die Priesterweihe zu nehmen, nachdem er eine spirituelle Krise hatte. Er behielt jedoch einen etwas nebulösen religiösen Glauben, bewegte sich weiterhin in gemäßigten protestantischen Kreisen und war 1891 Dozent für Gegenwartsliteratur am Trinity College Dublin. Außerdem stammte seine Mutter aus Irland und seine Studienjahre stärkten seine Verbindungen zu diesem Land. Nach dem Tod des Vaters 1889 begann das aufkeimende Harmsworth-Presseimperium seinen enormen Erfolg. Das führende Genie war der jüngere Alfred Harmsworth, unterstützt durch den finanziellen Scharfsinn von Harold Harmsworth. Wichtige Rollen übernahmen auch Cecil Harmsworth und sein jüngerer Bruder Robert Leicester Harmsworth. Die Gründung von Harmsworth Brothers Ltd. 1896 brachten ihn und seine Brüder auf den Weg zu lebenslangem Reichtum. Er hat Answers sowie andere Harmsworth-Veröffentlichungen herausgegeben. Allerdings fehlten ihm wahre Leidenschaft und Tatkraft für das Nachrichtengeschäft und ab der Jahrhundertwende begann er, sich davon zugunsten der Politik zurückzuziehen. Zusammen mit Hildebrand Aubrey Harmsworth, dem fünften der Brüder, gründete er mit The New Liberal Review eine neue Zeitschrift, die „den besten liberalen Gedanken der Zeit klar und getreu widerspiegeln sollte“ (‚clearly and faithfully reflect the best Liberal thought of the day‘). Diese Zeitung erschien jedoch nur von 1901 bis 1904. Er war ein erfolgloser Kandidat der Liberal Party bei der vom 23. September bis 24. Oktober 1900 sowie bei einer Nachwahl (By-election) am 26. September 1901 im Wahlkreis North East Lanarkshire.

### Unterhausabgeordneter und Parlamentarischer Privatsekretär von Walter Runciman

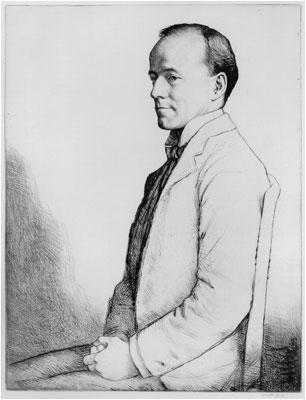
Walter Runciman, dessen Parlamentarischer Privatsekretär Harmsworth von 1911 bis 1915 war.

Harmsworth wurde bei der Unterhauswahl vom 12. Januar bis 10. Februar 1906 für die Liberal Party im Wahlkreis Droitwich als Nachfolger von Richard Martin, 1. Baronet zum Mitglied des Unterhauses (House of Commons) gewählt. Nachdem er sich zur Zeit des Zweiten Burenkrieges (1899 bis 1902) als liberaler Imperialist identifiziert hatte, war er eine zentristische Figur, der es sowohl an Feinden als auch an ernsthaftem Ehrgeiz mangelte. In seinem Wahlkampf betonte er Freihandel und Wirtschaft und versicherte den Wählern, dass die Einführung der irischen Selbstverwaltung (Home Rule) nicht ohne weitere Parlamentswahlen erfolgen würde. Harmsworth nahm seine politischen Pflichten ernst, war aber erleichtert, nach dem Ende der Parlamentssitzung in den Schoß seiner Familie zurückzukehren. Sein Buch Pleasure and Problem in South Africa (1908), das auf einer von ihm unternommenen Reise basiert, war eine fesselnde Lektüre, bot aber keine tiefgründige Analyse. Bei der Unterhauswahl vom 15. Januar bis 10. Februar 1910 mit 4973 Stimmen (49,5 Prozent) zu 5078 Stimmen (50,5 Prozent) gegen John Lyttelton und verlor seinen Abgeordnetenmandat. Im Anschluss absolvierte er ein postgraduales Studium am Trinity College Dublin, welches er 1911 mit einem Master of Arts (M.A.) beendete.
Nachdem der bisherige Abgeordnete Thomas Ashton zum 1. Baron Ashton of Hyde erhoben wurde, wurde Harmsworth bei der dadurch notwendigen Nachwahl am 20. Juli 1911 im Wahlkreis Luton wieder mit Mitglied des House of Commons gewählt und vertrat diesen Wahlkreis nach seiner Wiederwahl am 14. Dezember 1918 bis zur Unterhauswahl am 15. November 1922. Er engagierte sich zwischen 1911 und 1919 als Vorsitzender der Gartenstadtbewegung (Garden City Movement) und schlug 1911 erfolgreich eine Änderung des Nationalversicherungsgesetzes (National Insurance Act) vor, die sich mit der Situation der medizinischen Institute der befreundeten Gesellschaften befasste. Einige Monate später wurde er zum Parlamentarischen Privatsekretär PPS (Parliamentary Private Secretary) des Ministers für Landwirtschaft und Fischerei (President of the Board of Agriculture and Fisheries), Walter Runciman, ernannt. Er leistete einige bedeutende politische Beiträge, insbesondere zur Fischerei. Seine Beteiligung an dieser Frage führte dazu, eine Freundschaft mit dem Schriftsteller und Sozialreformer Stephen Sydney Reynolds aufzubauen. Bei Ausbruch des Ersten Weltkrieges wechselte er als Parlamentarischer Privatsekretär am 6. August 1914 zusammen mit Runciman, der nunmehr Handelsminister (President of the Board of Trade) wurde.

### Juniorminister

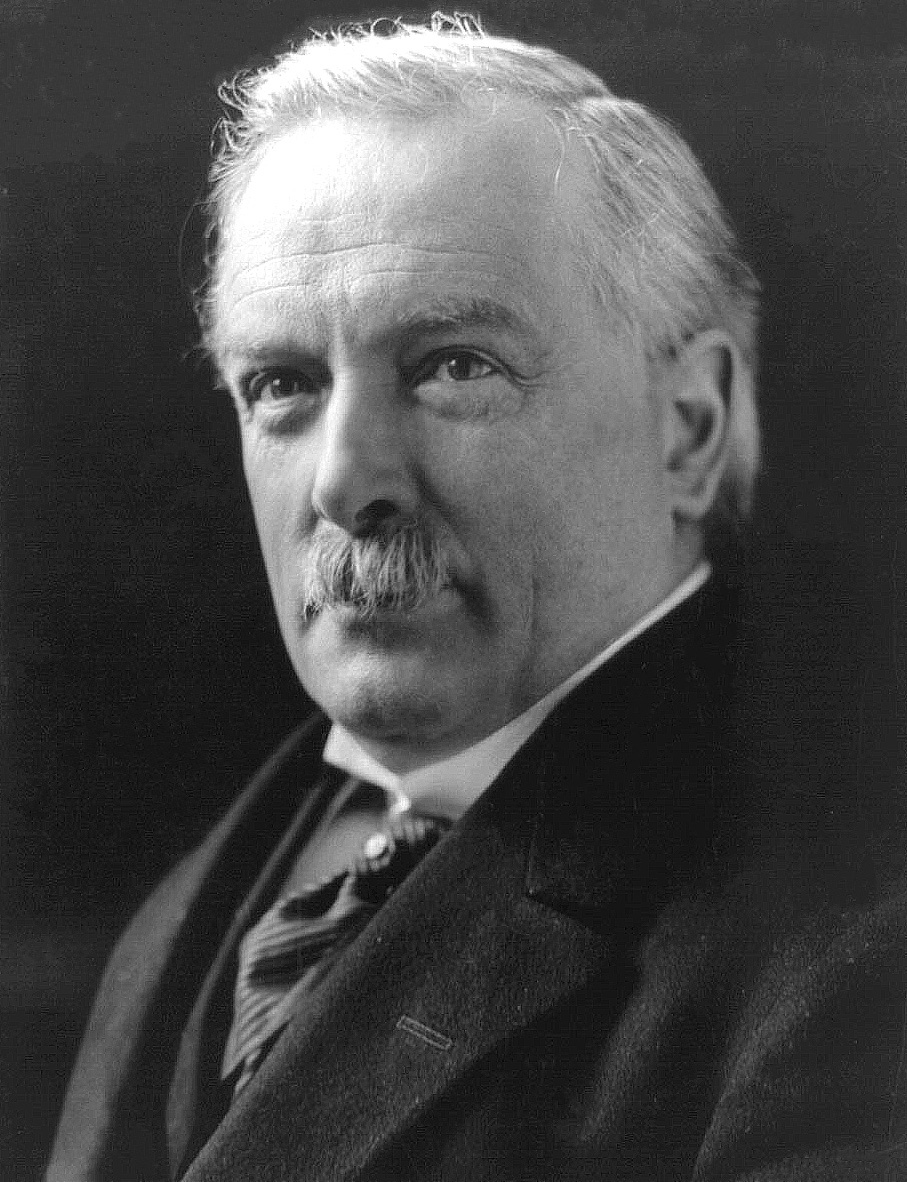
In der Regierung von Premierminister David Lloyd George übernahm Harmsworth zwischen 1919 und 1922 den Posten als Parlamentarischer Unterstaatssekretär im Außenministerium.

Im Februar 1915 wurde Harmsworth im Kabinett Asquith I zum Parlamentarischen Unterstaatssekretär im Innenministerium (Parliamentary Under-Secretary of State at the Home Office) ernannt, aber bereits 25. Mai 1915 zu einem der liberalen Opfer der Bildung der zweiten Regierung Asquith, der Koalition durch Premierminister H. H. Asquith. Trotzdem fand er eine neue Rolle und wurde am 25. Januar 1915 Parlamentarischer Privatsekretär von Schatzkanzler Reginald McKenna. Als Asquith am 5. Dezember 1916 stürzte, stellte sich Harmsworth auf die Seite des neuen Premierministers David Lloyd George. Seine Position wurde jedoch durch die Haltung seines Bruders Alfred Harmsworth, 1. Baron Northcliffe, erschwert, der sich selbst als „Königsmacher“ betrachtete und fest entschlossen war, dass die neue Regierung ihn mit Ehrerbietung behandeln sollte. Im April 1917 bot Lloyd George Harmsworth, vielleicht in dem Versuch, sich bei Northcliffe einzuschmeicheln, den Posten des Parlamentarischen Geschäftsführers (Chief Whip) der Fraktion der Liberal Party an. Harmsworth lehnte ab und mochte die Tatsache nicht, dass die Rolle den Verkauf von Ehren beinhaltete. Stattdessen arbeitete er zusammen mit vier anderen Sekretären im neuen Sekretariat des Premierministers (Prime Minister’s Secretariat), dem sogenannten „Gartenvorort“ (‚garden suburb‘). Bei den Unterhauswahlen am 14. Dezember 1918 kandidierte er für den neu zugeschnittenen Wahlkreis Luton als Kandidat der „Liberal-Coalition“ und errang einen überwältigenden Sieg von 13.501	Stimmen (69,4 Prozent) gegenüber 5.964 Stimmen (30,6) für Willet Ball, seinen Gegner von der Labour Party.
In der Regierung Lloyd George wurde Cecil Harmsworth am 10. Januar 1919 Nachfolger von Lord Robert Cecil als Parlamentarischer Unterstaatssekretär im Außenministerium (Parliamentary Under-Secretary of State for Foreign Affairs) und bekleidete dieses Amt bis zum 19. Oktober 1922. Zugleich war er 1919 kurzzeitig kommissarischer Blockademinister (Acting Minister of Blockade). Außenminister war ab November 1919 George Curzon, 1. Viscount Scarsdale. Obwohl sich die beiden Männer gut verstanden, hatte Harmsworth kaum eine Chance, die Politik zu beeinflussen. Die zunehmende Abkehr des Letzteren von der Politik zeigte sich 1921, als er zum Fischen ging und vergessen hatte, dass er Fragen im Unterhaus beantworten sollte. Das Amt als Parlamentarischer Unterstaatssekretär im Außenministerium bekleidete er bis zum 19. Oktober 1922. 1922 beschloss Harmsworth zudem, bei der Unterhauswahl am 15. November 1922 nicht mehr für das Parlament zu kandidieren. Seine Aufregung über den Tod seines ältesten Bruders Alfred Harmsworth, 1. Viscount Northcliffe, im Sommer 1922 war ein wichtiger Faktor. Sein Sitz im Wahlkreis Luton fiel bei der Wahl an die Konservativen.

### Oberhausmitglied, Ehe und Nachkommen

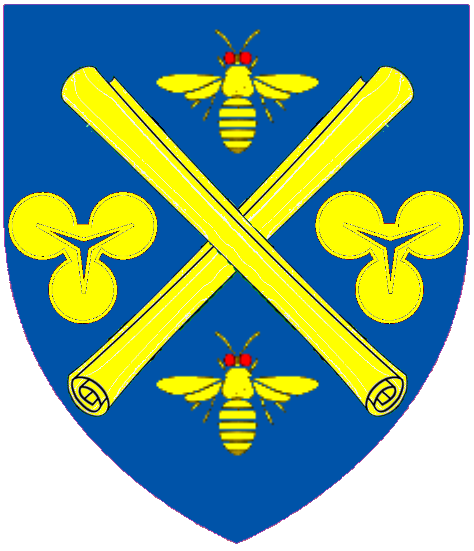
Wappen des Cecil Harmsworth, 1. Baron Harmsworth

Harmsworth, der sich jetzt in Altersteilzeit befand, übernahm einige öffentliche und literarische Arbeiten und frönte seiner Leidenschaft für das Angeln. Daneben war er Vorstandsvorsitzender von Associated Newspapers sowie Direktor von Amalgamated Newspapers. Am 4. Februar 1939 wurde er als Baron Harmsworth, of Egham in the County of Surrey, in den erblichen Adelsstand der Peerage of the United Kingdom erhoben und gehörte als solcher bis zu seinem Tode 1948 dem Oberhaus (House of Lords) als Mitglied an. Hierfür hatte sich sein zweitältester Bruder Harold Harmsworth, 1. Viscount Rothermere, ohne sein Wissen für ihn eingesetzt. Er war ein Befürworter der Appeasement-Politik von Premierminister Neville Chamberlain, aber auch der Wiederbewaffnung, und er verurteilte Adolf Hitlers Judenverfolgung. Das House of Lords schien ihn verjüngt zu haben, wenngleich er dort wenig Eindruck machte und er sich nur sehr selten an Debatten beteiligte. 1933 wurde ihm ein Ehren-Doktor der Rechte (Honorary LL.D.) verliehen.
Cecil Harmsworth war ein ethisch gewissenhafter, aber nicht besonders fleißiger Politiker, dessen Charakter sich auffallend von dem seiner älteren Brüder Alfred Harmsworth, 1. Viscount Northcliffe, und Harold Harmsworth, 1. Viscount Rothermere, unterschied, für die er dennoch starke familiäre Gefühle hatte. Der Abgeordnete Alexander MacCallum Scott bemerkte 1913, er sei „ein angenehmer Kerl, angenehm anzusehen, angenehme Manieren und ein angenehmer Redner“ (‚a pleasant fellow, pleasant to look at, pleasant manners, & a pleasant talker‘) mit „einer unschätzbaren Gabe der Neugier“ (‚an invaluable gift of curiosity‘). Harmsworth hinterließ ein wertvolles Tagebuch, das wichtige Einblicke in das Leben einer politischen Persönlichkeit mittleren Ranges in den Jahren des Ersten Weltkriegs bietet. Durch den Kauf und die Restaurierung von Samuel Johnsons Haus am Londoner Gough Square, das dadurch der Nachwelt erhalten geblieben ist, hinterließ er der Nation ein bleibendes Geschenk.
Harmsworth heiratete am 28. April 1897 seine Cousine ersten Grades Emilie Alberta Maffett (1873–1942), Tochter des Barrister William Hamilton Maffett. Aus dieser Ehe gingen fünf Kinder hervor, von denen die ersten beiden Cecil Alfred Hamilton Harmsworth und Stella Mary Harmsworth 1899 im Kleinkind- beziehungsweise Säuglingsalter verstarben. Die einzige überlebende Tochter Daphne Cecil Rosemary Harmsworth (1901–1993) war von 1928 bis zur Scheidung 1937 mit Hauptmann Colin David Brodie vom Middlesex Regiment sowie danach 1938 mit Oberstleutnant Harold Macneile Dixon vom Royal Army Service Corps verheiratet. Der ältere Sohn Cecil Desmond Bernard Harmsworth (1903–1990) erbte beim Tode seines Vaters 1948 den Titel als 2. Baron Harmsworth. Der jüngere Sohn Eric Beauchamp Northcliffe Harmsworth (1905–1988) arbeitete während des Zweiten Weltkrieges für die Pressezensur des Informationsministeriums und war später Fellow des London College of Music (LCM). Harmsworth widersprach dem Stereotyp des distanzierten und unbeugsamen Vaters des Viktorianischen Zeitalters, widmete sich seinen Nachkommen und war stark an deren Erziehung beteiligt. Nach seinem Tode am 13. August 1948 in 13 Hyde Park Gardens, Paddington wurde er auf dem Friedhof St. Marylebone, East Finchley, beigesetzt.

## Veröffentlichung
- Pleasure and Problem in South Africa, London, John Lane, 1908.
- My journey round the world (16 July 1921–26 Feb. 1922), London, John Lane, 1923.
- Immortals at First Hand. Famous people as seen by their contemporaries, London 1933.
- A Little Fishing Book, London, F. Muller Ltd., 1942.

posthum
- Dr. Johnson, a great Englishman. An address to the Johnson Society delivered at Lichfield, 15th September, 1923, Nachdruck, Folcroft Library Editions, 1977.

## Hintergrundliteratur
- A. Thorpe, R. Toye (Hrsg.): Parliament and politics in the age of Asquith and Lloyd George. The diaries of Cecil Harmsworth, MP, 1909–1922. Camden Series, Band 50, 2016.